# Страбон
Вижте пояснителната страница за други личности с името Страбон.
Страбон (на гръцки: Στράβων) е древногръцки и римски географ, историк и пътешественик. Автор е на „География“ (гръцки: Γεογραφικά), която се състои от 17 книги и е сборник със знания за света по онова време и „Исторически записки“ (гръцки: Ιστορικά υπομνήματα) които не са оцелели до наши дни.

## Биография
Роден е през 64 г. пр.н.е. в Амазия (на територията на днешна Турция), която се намира на 100 км от южния бряг на Черно море, на пътя, водещ към Средиземно море, в богато гръко-персийско семейство. Там именно са заселват родителите му. По времето на неговото раждане, Амазия става част от Римската империя.
През първата половина на II век пр.н.е. Амазия е столица на Понтийското царство, но около 160 г. пр.н.е. столицата е преместена в Синоп и Амазия се превръща в обикновено провинциално градче. Страбон живее при управлението на Август и началото от управлението на Тиберий. За своя баща Страбон нищо не пише, но подробно разказва за своята майка и връзките ѝ във висшето общество, както и за нейните роднини. Тя е от знатна фамилия, заселила се в Кносос в Крит, а предците ѝ са от близкото обкръжение на царете на Понт Митридат Евергет и Митридат Евпатор. Колкото до баща му, макар да няма преки сведения за него, някои биографи допускат, че е бил римлянин. Името-прозвище Страбон – „човекът с присвития поглед“ от гръцки произход, е използвано от римляните и в частност приписвано на бащата на Помпей Велики. Как географът се е сдобил с това име, е неизвестно.
Още много млад учи граматика и риторика при Аристодем в Ниса в Кария. Подготовка по философия получава при перипатетика Ксенарх от Селевкия. Не съобщава дали слуша лекциите му там или в Рим, където Ксенарх преподава. Макар и с по-бегли познания по астрономия и математика, запознат е добре с историята и митологическата традиция. Предан почитател е на Омир и е добър познавач на други велики поети. Силно влияние върху развитието му оказва и школата на стоиците на философа Зенон.
Страбон живее в продължение на дълги години в Рим. Подобно на Ератостен работи в Александрийската библиотека и се възползва от богатите ѝ материали. Той пътешества много по цял свят като голяма част от географските му сведения са плод на лични наблюдения. Вижда с очите си някои от чудесата на Древния свят като Статуята на Зевс Олимпийски, храма на Артемида в Ефес, Александрийския фар и пирамидите в Египет. По това време Висящите градини на Семирамида вече не съществуват. На няколко пъти посещава и Египет.

## Творчество
Страбон е един от първите енциклопедисти, като съчетава в себе си елинистичната образованост и новата римска култура. Той пише на старогръцки. Оценен е едва от следващите поколения и е многократно издаван през вековете на латински.
Преди „География“ пише „Исторически записки“, своеобразно продължение на „Всеобща история“ на Полибий. Този труд от тридесет и три книги не е съхранен, но е цитиран от Плутарх и Йосиф Флавий.
„Географията“ на Страбон представлява сборник от знания за тогавашния свят, която написва чак в края на живота си. В нея преди всичко той подчертава философското и практическо значение на географията, като пише, че за да се занимава човек с география, трябва да разполага с многостранни сведения. За разлика от предшествениците си Страбон не само точно описва обитаемата земя, но взима под внимание цялата планета, определя необитаваната ѝ част, разкрива причините за незаселеността, като поставя и важната задача за усвояването на територията.
Като мнозина други елини, Страбон гледа на Омировия епос като на хранилище на цялостното познание. Резервиран е към сведенията у Херодот, като не разграничава историите, които „бащата на историята“ предава само като „разкази“ от описанията, за които твърди, че произтичат от лични наблюдения. Като цяло отхвърля свидетелствата на марсилеца Питей, особено за северните райони на Европа и нерядко го нарича лъжец, макар да е сигурно, че този пътешественик е извършил каботажно плаване от Гадейра (днес Кадис) в Испания до реката, която нарича „Танаис“, но която вероятно е днес Елба. Същевременно нерядко в собствените си описания не разграничава кои неща лично е видял и кои произлизат от чужди описания. Изворите му са предимно гръцки, като отчасти използва описанието на Цезар за Галия, Алпите и Британия.
На български География е издадена от Център по тракология „Проф. Александър Фол“ към БАН в превод на Валерий Русинов и бележки на Кирил Йорданов